# Puerto Belgrano
Die Base Naval Puerto Belgrano (Deutsch: Marinestützpunkt Belgrano) ist der größte Marinestützpunkt der argentinischen Marine. Der Stützpunkt liegt nahe der Stadt Bahía Blanca, ungefähr 700 km südlich von Buenos Aires. Benannt ist der Marinehafen nach dem argentinischen General Manuel Belgrano (1770–1820).
Belgrano ist der Heimathafen der argentinischen Flotte. An diesem Stützpunkt sind alle großen Schiffe und das Waffenarsenal konzentriert. Die Operationsbasis der Flotte liegt in der Nähe der wichtigsten Basen der beiden anderen Truppenteile, des Marinefliegerstützpunktes Comandante Espora und des Marineinfantriestützpunktes Baterias.
Der Marinestützpunkt wurde am 30. November 1896 unter dem Namen Puerto Militar (Militärhafen) gegründet. Die Umbenennung in Puerto Belgrano erfolgte im Jahr 1923. Das Wachstum und die Wichtigkeit des Stützpunkts hingen eng mit der Entwicklung der argentinischen Flotte zusammen. Ab 1911 gab es einen Anschluss an die Eisenbahnstrecke nach Rosario.  Die Schlachtschiffe des Zweiten Weltkrieges und die beiden argentinischen Flugzeugträger Independencia und Veinticinco de Mayo waren hier stationiert.
Die auf dem Stützpunkt befindliche Werft führt Reparaturen und Überholungen der Schiffe und U-Boote durch.
Nachdem im Februar 2006 die Ruderanlage des Eisbrechers Endurance während einer Fahrt in der Antarktis beschädigt worden war, lief die Endurance den Militärstützpunkt im April 2006 zur Reparatur der Ruderanlage an. Es war damit das erste Schiff der Royal Navy, das nach dem Ende des Falklandkrieges 1982 einen argentinischen Marinestützpunkt anlief.
In Puerto Belgrano wird eine Startanlage für die argentinische Trägerrakete Tronador 2 erstellt, die von hier im Jahre 2019[veraltet] ihren Erstflug absolvieren soll.